# 里德·米切尔
里德·米切尔（英語：Reid Mitchell，1926年10月6日—2012年2月24日），生于不列颠哥伦比亚省阿尼奥克斯，加拿大男子篮球运动员。他曾代表加拿大获得1948年夏季奥运会男子篮球比赛第九名。